# Canadian Championship 2009
De Canadian Championship 2009 was een voetbalcompetitie die plaatsvond in Montreal, Toronto en Vancouver in 2009. De deelnemende teams zijn Montreal Impact, Toronto FC en Vancouver Whitecaps. Het toernooi bestaat uit thuis- en uitwedstrijden tussen elk team voor zes wedstrijden. De winnaar plaatst zich voor de kwalificatieronde van de CONCACAF Champions League 2009/10.

## Programma
|                      |            |     |                     |                            |
| 6 mei 2009 20:00 EST | Toronto FC | 1-0 | Vancouver Whitecaps | BMO Field Toronto, Ontario |
| 6 mei 2009 20:00 EST |            |     |                     | BMO Field Toronto, Ontario |

|                       |            |     |                 |                            |
| 13 mei 2009 20:00 EST | Toronto FC | 1-0 | Montreal Impact | BMO Field Toronto, Ontario |
| 13 mei 2009 20:00 EST |            |     |                 | BMO Field Toronto, Ontario |

|                       |                 |     |                     |                               |
| 20 mei 2009 20:00 EST | Montreal Impact | 0-2 | Vancouver Whitecaps | Stade Saputo Montreal, Quebec |
| 20 mei 2009 20:00 EST |                 |     |                     | Stade Saputo Montreal, Quebec |

|                       |                     |     |                 |                                            |
| 27 mei 2009 19:00 PDT | Vancouver Whitecaps | 1-0 | Montreal Impact | Swangard Stadium Burnaby, British Columbia |
| 27 mei 2009 19:00 PDT |                     |     |                 | Swangard Stadium Burnaby, British Columbia |

|                       |                     |     |            |                                            |
| 2 juni 2009 19:00 PDT | Vancouver Whitecaps | 2-0 | Toronto FC | Swangard Stadium Burnaby, British Columbia |
| 2 juni 2009 19:00 PDT |                     |     |            | Swangard Stadium Burnaby, British Columbia |

|                        |                 |     |            |                               |
| 17 juni 2009 20:00 EST | Montreal Impact | 1-6 | Toronto FC | Stade Saputo Montreal, Quebec |
| 17 juni 2009 20:00 EST |                 |     |            | Stade Saputo Montreal, Quebec |

## Eindstand
1. Toronto FC
2. Vancouver Whitecaps FC
3. Montreal Impact